# Brinkmann
Brinkmann ist ein deutscher Familienname.

## Herkunft und Bedeutung
Der Name ist aus der Siedlungsbezeichnung Brink entstanden.

## Varianten
- Brinckmann, Brink, Brinke, Brinker

## Namensträger

### A
- Adolf Brinkmann (1854–1923), deutscher Heimatforscher
- Albert Brinkmann (1916–2005), deutscher Politiker (CDU)
- Alexander Brinkmann (* 1960), deutscher Anästhesiologe und Hochschullehrer in Heidenheim
- Alfred Brinkmann (1906–1950), deutscher Lehrer und Heimatforscher
- Alke Brinkmann (* 1967), deutsche Malerin
- Aloys Brinkmann (1898–1986), deutscher Forstmann und Naturschützer
- Alwin Brinkmann (* 1946), deutscher Kommunalpolitiker (SPD) in Emden
- Andreas Brinkmann (* 1960), deutscher Fußballspieler
- Angelinus Brinkmann (1683–1758), deutscher Franziskaner und aszetischer Schriftsteller
- Anika Brinkmann (* 1986), deutsche Volleyballspielerin
- Ansgar Brinkmann (* 1969), deutscher Fußballspieler
- Antonie Brinkmann, siehe Antonie Bitsch
- Armin Brinkmann (* 1948), neuapostolischer Geistlicher und Bezirksapostel
- August Brinkmann (1863–1923), deutscher klassischer Philologe

### B
- Barbara Jost-Brinkmann (* 1948), deutsche Malerin
- Bastian Brinkmann (* 1988), deutscher Journalist
- Bernd Brinkmann (* 1939), deutscher Rechtsmediziner
- Bernhard Brinkmann (Theologe) (1895–1966), deutscher katholischer Theologe, Jesuit und Hochschullehrer
- Bernhard Brinkmann (Politiker) (1952–2022), deutscher Politiker (SPD)
- Bernhard Brinkmann (Rennfahrer), deutscher Motorradrennfahrer

### C
- Carl Brinkmann (1885–1954), deutscher Soziologe und Volkswirt
- Caroline Brinkmann (* 1989), deutsche Schriftstellerin
- Christiane Brinkmann (* 1962), deutsche Leichtathletin

### D
- Daniel Brinkmann (* 1986), deutscher Fußballspieler
- Dennis Brinkmann (* 1978), deutscher Fußballspieler
- Dirk Brinkmann (* 1964), deutscher Hockeyspieler
- Donald Brinkmann (1909–1963), Schweizer Psychologe und Philosoph

### E
- Edgar Brinkmann (Verleger) (1896–nach 1943), deutscher Verleger und NSDAP-Funktionär
- Elfriede Brinkmann-Brose (1887–1970), deutsche Malerin
- Emil Brinkmann (1873–1958), Schweizer Ingenieur
- Enrique Brinkmann Parareda (* 1938), spanischer Maler
- Erika Brinkmann (* 1952), deutsche Grundschulpädagogin und Schriftsprachdidaktikerin
- Ernst Brinkmann (1887–1968), deutscher Archivar
- Ernst-Günter Brinkmann (* 1943), deutscher Politiker (SPD)

### F
- Frank Thomas Brinkmann (* 1961), deutscher evangelischer Theologe und Kulturwissenschaftler
- Friedrich Brinkmann (Verbandsfunktionär) (1877–1960), deutscher Metzger und Verbandsfunktionär
- Friedrich Brinkmann (Architekt, 1879) (1879–1945), deutscher Architekt
- Friedrich Brinkmann (Architekt, 1880) (1880–nach 1936), deutscher Architekt
- Friedrich Brinkmann (Denkmalpfleger) (1905–1980), deutscher Ortsheimat- und Bodendenkmalpfleger
- Friedrich-Georg Brinkmann (1898–1975), deutscher Politiker (NSDAP, CDU)
- Friedrich Wilhelm Brinkmann (1920–1994), deutscher Unternehmer
- Fritz Brinkmann (1935–2022), deutscher Unternehmer

### G
- Gabriele Brinkmann (* 1958), deutsche Schriftstellerin, siehe Edda Minck
- Georg Anton Brinkmann (1796–1856), deutscher katholischer Geistlicher und Weihbischof
- Georg Basilius Brinkmann (1662–1735), deutscher lutherischer Theologe
- Gerhard Brinkmann (Grafiker) (1913–1990), deutscher Grafiker und Karikaturist
- Gerhard Brinkmann (Ökonom) (1935–2015), deutscher Ökonom
- Günter Brinkmann (* 1938), deutscher Erziehungswissenschaftler und Hochschullehrer für Schulpädagogik

### H
- Hannah Brinkmann (* 1990), deutsche Grafikerin, Autorin und Comic-Zeichnerin
- Hanne Brinkmann (1895–1984), deutsche Filmschauspielerin
- Hans Brinkmann (* 1956), deutscher Lyriker und Erzähler
- Hans-Berndt Brinkmann (1936–1997), deutscher Mathematiker und Hochschullehrer
- Heiner Brinkmann (* 1931), deutscher Sportwissenschaftler und Hochschullehrer
- Heinrich Rudolph Brinkmann (1789–1878), deutscher Rechtswissenschaftler und Hochschullehrer, siehe Rudolph Brinkmann
- Heinrich Wilhelm Brinkmann (1898–1989), US-amerikanischer Mathematiker
- Heinz Brinkmann (1948–2019), deutscher Dokumentarfilm-Regisseur
- Helmuth Brinkmann (1895–1983), deutscher Offizier, zuletzt Vizeadmiral der Kriegsmarine im Zweiten Weltkrieg
- Hennig Brinkmann (1901–2000), deutscher Germanist
- Hermann Brinkmann (1807–1889), deutscher Pädagoge
- Hilmar Brinkmann (1939–1965), Todesopfer an der innerdeutschen Grenze
- Horst Brinkmann (1924–2022), deutscher Anglist, Literaturwissenschaftler und Hochschullehrer

### J
- Jan Brinkmann (Soziologe) (* 1943), deutscher Soziologe, Hobbykoch und Autor
- Jan A. Brinkmann (Architekt) (1902–1949), auch: Johannes Andreas Brinkmann, niederländischer Architekt
- Joachim Brinkmann (Synchronautor) (1928–2015) deutscher Synchronautor, Regisseur und Dramaturg
- Joachim Brinkmann (Politiker) (1934–2022), deutscher Politiker (CDU)
- Jörg Brinkmann (* 1976), deutscher Cellist
- Johann Heinrich Brinkmann (1794–1848), deutscher Orgelbauer
- Johannes Brinkmann (Mediziner) (1887–1973), deutscher Mediziner und Hochschullehrer
- Johannes Brinkmann (Ethiker) (* 1950), deutscher Ethiker und Hochschullehrer
- Johannes Bernhard Brinkmann (1813–1889), deutscher katholischer Theologe, Bischof
- Josef Brinkmann (1904–1974), deutscher Schmied, Amateurornithologe und Vogelfotograf
- Jürgen Brinkmann (1934–1997), deutscher Schriftsteller

### K
- Karl Brinkmann (1854–1901), deutscher Rechtsanwalt und Bürgermeister
- Karl Brinkmann (Ingenieur) (1911–2005), deutscher Hochschullehrer für Elektrotechnik und Wirtschaftsmanager
- Karl Brinkmann (Rechtswissenschaftler) (1918–nach 1995), deutscher Staatsrechtler und Hochschullehrer
- Karl Gustav von Brinkmann (1764–1847), schwedischer Politiker und Schriftsteller
- Karl-Heinz Brinkmann (* 1927), deutscher Journalist
- Karla Brinkmann (* 2006), deutsche Fußballspielerin
- Käthe Brinkmann (1908–2000), deutsche Sopranistin
- Kay Brinkmann (* 1961), deutscher Offizier, Brigadegeneral
- Klaus Brinkmann (Botaniker) (1936–2000), deutscher Pflanzenphysiologe, Ökologe und Hochschullehrer
- Klaus Brinkmann (Philosoph) (1944–2016), deutscher Philosoph und Hochschullehrer
- Klaus Brinkmann (Ingenieur) (* 1957), deutscher Ingenieur, Physiker und Hochschullehrer

### L
- Ludwig Brinkmann (1826–1894), deutscher Landwirt und Politiker
- Luise Brinkmann (* 1985), deutsche Drehbuchautorin und Regisseurin
- Lutz Brinkmann (* 1975), deutscher Politiker (CDU)

### M
- Malte Brinkmann (* 1966), deutscher Pädagoge und Hochschullehrer
- Markus Brinkmann (Politiker) (* 1961), deutscher Politiker (SPD), MdL Niedersachsen
- Markus Brinkmann (Produzent), deutscher Filmproduzent
- Markus Brinkmann (Reiter) (* 1980), deutscher Springreiter
- Martin Brinkmann (* 1976), deutscher Autor und Herausgeber
- Matthias Brinkmann (1879–1969), deutscher Ornithologe
- Melanie Brinkmann (* 1974), deutsche Virologin
- Moritz Brinkmann (* 1972), deutscher Rechtswissenschaftler und Hochschullehrer

### N
- Norbert Brinkmann (Politiker) (1912–1997), deutscher Politiker (CDU)
- Norbert Brinkmann (Fußballspieler) (* 1952), deutscher Fußballspieler

### O
- Oswald Brinkmann (1930–2017), deutscher Politiker (SPD)
- Otto Brinkmann (1910–1985), deutscher KZ-Aufseher

### P
- Patrik Brinkmann (* 1966), deutsch-schwedischer Rechtsextremist
- Paul-Georg Jost-Brinkmann (* 1960), deutscher Kieferorthopäde und Hochschullehrer
- Peter Brinkmann (* 1945), deutscher Journalist
- Petra Brinkmann (* 1942), Hamburger Politikerin (SPD)

### R
- Rainer Brinkmann (Admiral) (* 1958), deutscher Vizeadmiral
- Rainer Brinkmann (Politiker) (* 1958), deutscher Politiker (SPD)
- Rainer O. Brinkmann, deutscher Schauspieler und Musiktheaterpädagoge
- Ralf D. Brinkmann (* 1954), deutscher Psychologe
- Ralf-Peter Brinkmann (* 1960), deutscher Tonmeister und Musikregisseur
- Reinhold Brinkmann (1934–2010), deutscher Musikwissenschaftler
- Richard Brinkmann (1921–2002), deutscher Germanist
- Robert Brinkmann (Politiker), deutscher Politiker (SPD)
- Robert Brinkmann (Kameramann) (* 1961), deutscher Kameramann
- Roland Brinkmann (1898–1995), deutscher Geologe
- Rolf Brinkmann (* 1931/1932), deutscher Architekt
- Rolf Dieter Brinkmann (1940–1975), deutscher Lyriker und Erzähler
- Rudolf Brinkmann (Sänger) (1873–1927), deutscher Sänger (Bariton)
- Rudolf Brinkmann (Entomologe) (1877–nach 1963), deutscher Insektenkundler
- Rudolf Brinkmann (Staatssekretär) (1893–nach 1973), deutscher Wirtschaftsfunktionär
- Rudolf Brinkmann (Politiker), deutscher Politiker (SPD), MdL Lippe
- Rudolph Brinkmann (1789–1878), deutscher Rechtswissenschaftler und Hochschullehrer
- Ruth Brinkmann (1934–1997), US-amerikanische Schauspielerin

### S
- Sigrid Brinkmann (* 1942), deutsche Steuerberaterin und Politikerin
- Stefan Brinkmann (* 1975), deutscher Dichter und Geschichtenerzähler
- Steffen Brinkmann (* 1994), deutscher Komponist digitaler Filmmusik
- Stephan Brinkmann (* 1966/1967), deutscher Choreograph und Hochschullehrer für Zeitgenössischen Tanz

### T
- Theodor Brinkmann (1877–1951), deutscher Agrarwissenschaftler
- Thomas Brinkmann (Musiker) (* 1959), deutscher Musiker und Labelbetreiber
- Thomas Brinkmann (Biochemiker) (* 1961), deutscher Biochemiker
- Thomas Brinkmann (Hockeyspieler) (* 1968), deutscher Hockeyspieler
- Thomas Trampe-Brinkmann (* 1960), deutscher Politiker (SPD)
- Thorsten Brinkmann (* 1971), deutscher Künstler
- Till Brinkmann (* 1995), deutscher Fußballtorhüter
- Torben Brinkmann (* 1991), deutscher Filmschauspieler

### U
- Ulrich Brinkmann (Politiker) (1942–2000), deutscher Politiker (SPD)
- Ulrich Brinkmann (Soziologe) (* 1967), deutscher Soziologe und Hochschullehrer
- Ulrich Brinkmann (Autor) (* 1970), deutscher Autor und Journalist

- Ulrike Koch-Brinkmann (* 1964), deutsche Klassische Archäologin
- Uwe Brinkmann (* 1977), deutscher Beamter und Bürgermeister der Stadt Bad Schwartau

### V
- Vinzenz Brinkmann (* 1958), deutscher Klassischer Archäologe

### W
- Walter Brinkmann (1891–1949), deutscher Widerstandskämpfer gegen den Nationalsozialismus
- Werner Brinkmann (* 1946), deutscher Jurist, Alleinvorstand der Stiftung Warentest in Berlin-Tiergarten
- Wilhelm Brinkmann (Mykologe) (1861–1916), deutscher Pilzkundler
- Wilhelm Brinkmann (Ornithologe) (1895–1994), deutscher Pädagoge, Ornithologe und Tierfotograf
- Wilhelm Brinkmann (Handballspieler) (1910–1991), deutscher Feldhandballspieler
- Wilhelm J. Brinkmann (1947–2025), deutscher Pädagoge und Hochschullehrer
- Woldemar Brinkmann (1890–1959), deutscher Architekt
- Wolfgang Brinkmann (Ingenieur) (1920–2014), deutscher Agrarwissenschaftler, Landtechniker und Hochschullehrer
- Wolfgang Brinkmann (Fußballfunktionär) (* 1944), deutscher Politiker (SPD) und Fußballfunktionär
- Wolfgang Brinkmann (Reiter) (* 1950), deutscher Springreiter und Unternehmer

### Y
- Yves Brinkmann (* 1992), deutscher Fußballspieler

## Fiktive Figuren
- Edgar Brinkmann, Frankfurter Kommissar aus der Krimireihe Tatort
- Klaus Brinkmann, Chefarzt in der deutschen Fernsehserie Die Schwarzwaldklinik, siehe Die Schwarzwaldklinik #Familie Brinkmann